# Gare de Barcelone-El Clot-Aragó
Ne doit pas être confondu avec Gare de marchandises Barcelone - Clot (Sagrera).
La gare de Barcelone-El Clot-Aragó (en catalan : estació del Clot-Aragó) est une gare ferroviaire espagnole de la ligne de Barcelone à Cerbère situé dans le quartier du Clot dans le district de Sant Martí de Barcelone (Barcelonès). 
Elle mise en service en 1972 par la Renfe. La gare est desservie par les lignes R1, R2, R2 Nord, RG1 et R11 de Rodalies de Catalunya, opérés par la Renfe. 

## Situation ferroviaire
La gare est établie à 6 m d'altitude.

## Histoire
La ligne de Granollers ou Gérone est entré en service en 1854 quand le tronçon bâti par les Chemins de Fer de Barcelone à Granollers est entré en service entre Barcelone (ancienne gare de Granollers, substituée par la Gare de France) et Granollers Centre., L'actuelle gare enterrée date de 1972 quand le tronçon entre cette gare et la place des Gloires Catalanes a été enterré, avant déjà y avait eu une descente et une gare en surface.
Avec la suppression en 1989 de l'embranchement de Marina de la ligne de Mataró et la création de l'embranchement Besòs, reliant la ligne de Mataró à celle de Granollers vers le centre de la ville pour libérer des terres sur la côte du Poblenou où fut construite la Vila Olímpica del Poblenou, les trains de la ligne R1 ont commencé à transiter sur l'embranchement et à s’arrêter à la gare.
En 2016, 3 515 000 passagers ont transité dans la gare de Rodalies.

## Service des voyageurs

### Accueil
La gare dispose de plusieurs accès : Rue Valencia (correspondance avec la L2) ; Rue Sibelius (correspondance L1 et Rodalies de Catalunya) ;Rue l'Aragon (correspondance avec les Rodalies de Catalunya).